# G級フリゲート
G級フリゲート（トルコ語: G sınıfı fırkateyn, Gabya sınıfı fırkateyn）は、トルコ海軍のフリゲートである。旧アメリカ海軍のオリバー・ハザード・ペリー級ミサイルフリゲートを基に、兵装の近代化と最適化が図られている。

## 近代化改修
G級フリゲートは、GENESIS（Gemi Entegre Savaş İdare Sistemi）と呼ばれるトルコ製のデジタル式戦闘マネージメントシステム改造を含む、大規模改修を受けている。
GENESISは、トルコ海軍とトルコのソフトウェア会社HAVELSANが共同開発したもので、2007年から2011年にかけてGENESISソフトウェアのアップデートが行われる予定である。
GENESISは先進的な戦闘マネージメントシステムであり、以下のような特性を有する。
- 現代的かつ信頼性が高い。
- 高パフォーマンス
- オープン・アーキテクチャ
- 1,000以上の戦術目標を追尾可能な能力。
- 現代的なデジタルセンサーのデータ統合能力。
- 目標の脅威度の自動評価能力。
- 兵装交戦機会選定。
- リンク 16及びリンク 22システムの一体化。

この他にも、以下の要素が改修計画に盛り込まれている。
- Mk.41 VLSを1基（8セル）搭載してESSMを装備可能とする。これに応じて、Mk 92 FCSの改修もロッキード・マーティンによって行われる。[5]
- 対空捜索レーダーを、従来型のAN/SPS-49 2次元レーダーから、新型のSMART-S Mk.2 3次元レーダーに換装。[6] [7]
- 新型の長距離ソナーを追加。[8][9]

Mk 41 VLSは、オーストラリア海軍のアデレード級フリゲートと同様、Mk 13 単装ミサイルランチャーの前部に搭載される。最初にMk 41 VLSが設置されたのは、F-495 ゲティズ（旧FFG-19 ジョン・A・ムーア）である。
また、G級フリゲートはペリー級の中でも前期型に相当するショートハル（短船体）型であるため、艦載機の運用能力向上を目的にAircraft Ship Integrated Secure and Traverse（ASIST）を装着する改修が、イスタンブール海軍工廠にて行われた。この改修により、G級フリゲートは従来のアグスタ-ベル 212ASWの他にS-70Bシーホークの運用が可能となった。

## 一覧
G級フリゲートとしてトルコ海軍に納入された8隻は、いずれもアメリカ海軍から引き渡された中古艦である。
| トルコ海軍 | トルコ海軍                     | アメリカ海軍時代 | アメリカ海軍時代                                            | アメリカ海軍時代         | アメリカ海軍時代 | アメリカ海軍時代 | アメリカ海軍時代 | アメリカ海軍時代 |
| #          | 艦名                           | #                | 艦名                                                        | 建造所                   | 起工             | 就役             | 退役             | リンク           |
| ---------- | ------------------------------ | ---------------- | ----------------------------------------------------------- | ------------------------ | ---------------- | ---------------- | ---------------- | ---------------- |
| F 490      | ガズィアンテプ (TCG Gaziantep) | FFG-16           | クリフトン・スプレイグ (USS Clifton Sprague)                | バス鉄工所               | 1979年 7月       | 1981年 3月       | 1995年 6月       |                  |
| F 491      | ギレスン (TCG Giresun)         | FFG-20           | アントリム (USS Antrim)                                     | トッド造船所, シアトル   | 1978年 6月       | 1981年 9月       | 1996年 5月       |                  |
| F 492      | ゲムリク (TCG Gemlik)          | FFG-21           | フラットレイ (USS Flatley)                                  | バス鉄工所               | 1979年 11月      | 1981年 6月       | 1996年 5月       |                  |
| F 493      | ゲリボル (TCG Gelibolu)        | FFG-30           | リード (USS Reid)                                           | トッド造船所, サンペドロ | 1980年 10月      | 1983年 2月       | 1998年 9月       |                  |
| F 494      | ギョクチェアダ (TCG Gokceada)  | FFG-27           | マーロン・S・ティスデイル (USS Mahlon S. Tisdale, )         | トッド造船所, サンペドロ | 1980年 3月       | 1982年 11月      | 1996年 9月       |                  |
| F 495      | ゲティズ (TCG Gediz)           | FFG-19           | ジョン・A・ムーア (USS John A. Moore)                       | トッド造船所, サンペドロ | 1978年 12月      | 1981年 11月      | 2000年 9月       |                  |
| F 496      | ゴコーヴァ (TCG Gokova)        | FFG-13           | サミュエル・エリオット・モリソン (USS Samuel Eliot Morison) | バス鉄工所               | 1978年 12月      | 1980年 10月      | 2002年 4月       |                  |
| F 497      | ギョクス (TCG Göksu)           | FFG-15           | エストシン (USS Estocin)                                    | バス鉄工所               | 1979年 4月       | 1981年 1月       | 2003年 4月       |                  |